# Пимен Зографски
Свети Пимен Зограф е български зограф, храмостроител и книжовник, сред 9-те софийски светци. Чества се на 3 ноември.

## Биография
Роден е в София около 1540 г. Рожденото му име е Павел. Родителите му го дали да се учи на писмо, иконопис, църковно пение и светото писаниe при зографския йеромонах Тома, който служел тогава в древната градска църква „Св. Великомъченик Георги“. Скоро след смъртта на родителите му починал и неговият наставник.
Павел раздал имуществото си и се отправил към българския манастир в Атон. Там получил името Пимен и изучил професията си.
Според легендата, когато бил 55-годишен, му се явил св. Георги и му поръчал да се върне при народа си като духовен водач. Години наред св. Пимен обикалял българските земи, проповядвал, строил и обновявал храмове и манастири, като ги украсявал със стенописи. Посетил първо София и нейните околности, след това бил в Южна България и Бачковския манастир. Обиколил и цяла Северна България, където посетил Видин, Силистра и други градове. Възстановява Черепишкия манастир и го превръща в духовно и книжовно средище. Изографисва и манастирския храм в Курилиския манастир "Свети Йоан Рилски".
Името на Пимен Зограф се среща в ктиторски надпис на Суходолския (Суводолския) манастир в Западна Стара планина, в района на градовете Зайчар и Княжевац (тогава в пределите на Видинската епархия, днес в пределите на Сърбия). Надписът гласи: „С изволението на Отца и с помагането на Сина и изпълнението на Св. Духа изписа се този храм “Рождество Богородично" започна се през месец юли и се завърши през месец август при настойника йеромонах Пимен в лето 7113 (1606 г.) Вукомир и Павел (ктитори)".
Смята се също, че стенописите в Планиничкия манастир „Св. Никола“ в Западните покрайнини, в землището на село Бугарска Планиница, Царибродско, са също дело на Пимен Зограф и неговите ученици. Пимен Зографски е работил много из Западните покрайнини и като преписвач и миниатюрист.
Починал е в 1620 г. в Черепишкия манастир. Впоследствие разбойници запалили Черепишкия манастир и той изпаднал в запустение. Тогава монасите на Суходолския манастир открили гроба на Пимен Зографски и пренесли мощите му в своя манастир. 
Православната църква е обявила Пимен Зограф за светец. Чества го на 3 ноември. Празникът на св. Пимен Зографски 3 ноември е обявен за Ден на българските художници.

## Посвещения
На св. Пимен Зографски са посветени няколко храма в България:
- параклис в Черепишкия манастир[5],
- нов параклис в двора на Видинската митрополия[6] (Видин, кв. „Калето“),
- нова църква в Бургас, квартал Крайморие[7],
- строяща се църква в София, район „Изгрев“[8].

В негова чест е наименувана улица „Свети Пимен Зографски“ в София, район „Изгрев“, жк „Дианабад“ (Карта).